# Charlie Puth
 (août 2021).
Si vous disposez d'ouvrages ou d'articles de référence ou si vous connaissez des sites web de qualité traitant du thème abordé ici, merci de compléter l'article en donnant les références utiles à sa vérifiabilité et en les liant à la section « Notes et références ».
Pour les articles homonymes, voir Puth (homonymie).
Charlie Puth (prononcer /puːθ/), est un chanteur, musicien, compositeur et producteur américain né le 2 décembre 1991 à Rumson.
Il se fait d'abord connaître sur YouTube puis étend son succès à l'international en écrivant et chantant sur la chanson See You Again de Wiz Khalifa, pour le film Fast and Furious 7. La chanson atteint la 1re place des charts dans 26 pays. Le premier single de Charlie Puth, Marvin Gaye, en featuring avec Meghan Trainor, atteint la première place en Nouvelle-Zélande, Irlande, et au Royaume-Uni, ainsi que le top 25 aux États-Unis.
Le single Attention, sorti en avril 2017, annonce son second album Voicenotes sorti le 11 mai 2018.

## Biographie

### Jeunesse
Charlie Puth est le fils de Charles et Debra Puth. Son père est d'origine allemande et sa mère est juive ashkénaze. Il a un frère, Stephen, et une sœur, Mikaela tous les deux jumeaux.
Dès son plus jeune âge, son père lui fait découvrir les artistes R&B (Barry White, The Isley Brothers, Marvin Gaye), tandis que sa mère, professeur de piano, l'initie à la musique classique ; elle lui donne ses premières leçons alors qu'il n'a que quatre ans. Il commence à étudier le jazz à l'âge de dix ans. Plus tard étudiant, il passe ses samedis à la Manhattan School of Music de Harlem. « Je pensais que je deviendrais pianiste de jazz, mais j'ai toujours été attiré par la pop de mes parents, et j'ai toujours cherché à en incorporer des éléments dans mon jazz », déclare-t-il. Il sort diplômé de son école régionale Rumson-Fair Haven en 2010. En 2013, il réussit son diplôme dans l'école Berklee College of Music, où il se spécialise dans la production de musique et l'ingénierie.

### Carrière

#### Début de carrière
Charlie lance sa propre chaîne YouTube en septembre 2009, en postant des reprises acoustiques telles que Someone Like You d'Adèle ou encore Chandelier de Sia, ainsi que ses propres chansons. En 2011, il remporte un concours de vidéo en ligne parrainé par Perez Hilton.
En octobre 2011, Puth et Emily Luther sont invités à l'émission The Ellen Show, où Ellen DeGeneres annonce qu'ils ont signé avec sa maison de production, Eleveneleven, après avoir entendu leur reprise de Someone Like You. Ils chantent en outre la chanson au cours de l'émission. Le 25 janvier 2012, ils reviennent dans l'émission The Ellen Show, et chantent la chanson Need You Now de Lady Antebellum, ainsi qu'une chanson écrite par Puth lui-même, et co-écrite par Robert Gillies, intitulée Break Again.
Charlie et Emily chantent lors d'un événement soutenant la cause du DKMS Delete Blood Cancer, le plus grand centre de donation de moelle osseuse, en octobre 2012.
Charlie Puth quitte ensuite le label Eleveneleven pour rejoindre Atlantic Records. Il met en ligne deux albums indépendants, The Otto Tunes (2010) et Ego (2013), mais les chansons sont retirées d’iTunes après que Charlie Puth a rejoint son nouveau label.
Puth est mentionné comme producteur, auteur de chansons et de « jingles » pour d'autres personnalités sur YouTube. Il écrit la chanson thématique du « podcast » de Shane Dawson, Shane and friends, le thème d'introduction des vidéos du Vlogger Shaytards, la chanson thématique du vlog de Charles Trippy, Internet Killed Television, une chanson pour la tournée et le film du groupe YouTube Our 2nd Life, ainsi que plusieurs titres de Ricky Dillon, un membre du groupe. En 2017 il apparait dans le clip "Boys" de Charli XCX.

#### Some Type of Love et Nine Track Mind (2015)
En février 2015, Charlie Puth sort son premier single intitulé Marvin Gaye, en featuring avec Meghan Trainor. Le single est certifié deux fois disque de platine en Australie, est « numéro un » des classements en Nouvelle-Zélande, en Irlande, et au Royaume-Uni, et atteint la 21e place dans le classement américain Billboard Hot 100. Puth écrit, co-produit, et chante sur le titre See You Again de Wiz Khalifa, une chanson écrite en hommage à son meilleur ami décédé dans un accident de moto, incluse dans la bande originale de Fast and Furious 7. Alors que Wiz Khalifa a écrit les paroles de rap, le reste de la chanson a été « créditée » à Charlie Puth. La chanson atteint la première place du Hot 100, pendant douze semaines non-consécutives, et devient un « hit » mondial. Il produit la chanson Slow Motion de Trey Songz, et organise des sessions d'enregistrements avec Jason Derulo et Lil Wayne.
Le 1er mai 2015, Charlie Puth sort son EP, Some Type of Love. En juin 2015, il sort "Nothing but Trouble", en duo avec Lil Wayne, pour la bande-originale du documentaire 808: The Movie. Le deuxième single One Call Away atteint le top 15 du Billboard Hot 100.
Son premier album Nine Track Mind, sort officiellement le 29 janvier 2016 et atteint la sixième place du Billboard 200, l'album reçoit des critiques négatives et est le quinzième album le moins bien noté sur Metacritic.
Une chanson en duo avec Selena Gomez, intitulée We Don't Talk Anymore doit être disponible sur l'album. Il « poste » un extrait de la chanson sur Instagram le 10 décembre 2015. La tracklist de l'album, comprenant douze chansons, est dévoilée le lendemain. Le 13 janvier, Charlie annonce sur Twitter sa première tournée, Nine Track Mind Tour, qui débutera le 3 mars 2016 à San Francisco.

#### Voicenotes (2017-2018)
Voicenotes est le second album studio de Charlie Puth, sorti le 11 mai 2018 (sortie initialement prévue le 19 janvier 2018). Le premier single de l'album est Attention, qui a été dévoilé le 21 avril 2017. Le single a atteint la première place dans plusieurs pays. Le second single How Long est sorti le 19 octobre 2017. Le troisième single Done For Me, avec Kehlani, est sorti le 21 avril 2018. Le quatrième single The Way I Am est sorti le 9 juillet 2018.

#### Préparation du3ealbum (2019-2021)
Le 13 août 2019, une version remixée de la chanson des 5 Seconds of Summer Easier avec Puth (qui a également co-écrit et produit la version originale) est sortie. Le 21 août de la même année, Puth a publié un single intitulé I Warned Myself, un autre, Mother, a été publié le 12 septembre. Cheating on You est sorti en tant que troisième single le 1er octobre 2019.
Le 25 janvier 2020, il a révélé sur Twitter qu'il avait laissé tomber l'album sur lequel il travaillait car il a cité : « Qu'aucune des musiques ne semblait réelle. C'est presque comme si j'essayais d'être trop cool. »
Le 17 avril de la même année, Puth est apparu sur un remix de I Hope de Gabby Barrett. Le jour suivant, il a interprété une chanson intitulée Sick, qui a été faite pendant la pandémie COVID-19. Le 11 mai 2020, une piste de Scoob!: L'album intitulé Summer Feelings a été publié par Lennon Stella avec Puth comme artiste vedette.
Le 25 juin 2020, il a sorti Girlfriend.

#### "Charlie" (2022-)
Le 20 janvier 2022, il publie le titre Light Switch comme premier single de son futur album studio.
Le 8 avril, il publie le titre That's Hilarious comme second single. Puis d'un troisième single, publié le 24 juin 2022, Left And Right en collaboration avec le chanteur Jungkook, membre du groupe sud-coréen BTS Le single Loser est sorti le jour de la sortie de l'album.
Une collaboration avec Calvin Harris et Shenseea sort en septembre 2022.
Son 3e album Charlie sort le 7 octobre 2022, sa sortie est suivi d'une tournée nord-américaine et européenne One Night Only entre le 23 octobre et le 6 décembre 2022. Une seconde tournée One Night Only est prévu en 2023[source secondaire souhaitée].
Le 30 mai 2025 il est invité à venir chanter sur l'épisode 3 de la saison 10 de l'émission chinoise  Singer. Il avait annulé sa participation l'année précédente. 

### Vie privée
Cette section ne s'appuie pas, ou pas assez, sur des sources secondaires ou tertiaires indépendantes du sujet. Le texte peut contenir des analyses inexactes ou inédites de sources primaires.
Pour l'améliorer, ajoutez-en, ou placez des modèles {{Source secondaire souhaitée}} ou {{Source secondaire nécessaire}} sur les passages mal sourcés. (août 2021)
En grandissant, Puth a été victime de harcèlement à l'école. Il a également déclaré sur On Air avec Ryan Seacrest qu'il avait fait une dépression nerveuse due au surmenage.
En janvier 2017, il est victime, avec d'autres célébrités américaines, d'un hacker diffusant des photos et des vidéos intimes sur la toile obtenues frauduleusement.
Le chanteur est doté de l'oreille absolue. 
En décembre 2016 il est aperçu sur une plage de Miami aux côtés de l'actrice Bella Thorne. Charlie Puth est sorti avec l'actrice Danielle Campbell en octobre 2017. Par la suite, il se met en couple avec la chanteuse Charlotte Lawrence en 2019. Mais en septembre de la même année, Charlie a confirmé dans un post Twitter qu'il était « célibataire maintenant »[source secondaire nécessaire].
En octobre 2022, Puth a révélé qu’il était amoureux. Lors d’une apparition dans The Howard Stern Show, le 2 décembre 2022, il officialise sa relation avec Brooke Sansone. Le 17 septembre 2024, Charlie annonce sur Instagram qu'il est officiellement marié avec Brooke Sansone.

## Discographie

### Album studio
- 2016 : Nine Track Mind
- 2018 : Voicenotes
- 2022 : Charlie

### EPs
- 2010 : The Otto Tunes
- 2013 : Ego
- 2015 : Some Type of Love
- 2015 : Spotify Singles

## Tournées
- 2016 : Nine Track Mind Tour
- 2016-2017 : We Don't Talk Tour
- 2016-2017; Première partie de la tournée de Shawn Mendes ILLUMINATE
- 2018 : Voicenotes Tour (Hondacivic Tour ; à l'exception du concert du 11 juillet 2018 au Budweiser Stage (en) de Toronto et du concert du 25 juillet 2018 au Wolf Trap de Vienna.)
- 2022 : One Night Only

## Distinctions
| Année | Cérémonie                       | Pays                   | Résultat   | Prix                                               | Chanson/Single/Album                      |
| ----- | ------------------------------- | ---------------------- | ---------- | -------------------------------------------------- | ----------------------------------------- |
| 2011  | PopCrush Music Awards           | Drapeau des États-Unis | Remporté   | Meilleure reprise d'une chanson                    | Someone Like You                          |
| 2015  | Teen Choice Awards              | Drapeau des États-Unis | Remporté   | Musique: R&B/Hip-Hop Song                          | See You Again                             |
| 2015  | Teen Choice Awards              | Drapeau des États-Unis | Remporté   | Musique: Chanson de série ou film                  | See You Again                             |
| 2015  | Teen Choice Awards              | Drapeau des États-Unis | Proposé    | Musique: Collaboration                             | See You Again                             |
| 2015  | MTV Europe Music Award          | Drapeau de l'Italie    | Proposé    | Meilleure chanson                                  | See You Again                             |
| 2015  | MTV Europe Music Award          | Drapeau de l'Italie    | Proposé    | Meilleur collaboration                             | See You Again                             |
| 2015  | American Music Awards           | Drapeau des États-Unis | Proposé    | Chanson de l'année                                 | See You Again                             |
| 2015  | American Music Awards           | Drapeau des États-Unis | Proposé    | Collaboration de l'année                           | See You Again                             |
| 2015  | Hollywood Music in Media Awards | Drapeau des États-Unis | Remporté   | Chanson – Long métrage                             | See You Again                             |
| 2015  | Teen Choice Awards              | Drapeau des États-Unis | Proposé    | Musique: Collaboration                             | See You Again                             |
| 2016  | Critics' Choice Movie Awards    | Drapeau des États-Unis | Remporté   | Meilleure chanson                                  | See You Again                             |
| 2016  | Golden Globe Award              | Drapeau des États-Unis | Proposé    | Meilleure chanson originale                        | See You Again                             |
| 2016  | Grammy Award                    | Drapeau des États-Unis | Proposé    | Chanson de l'année                                 | See You Again                             |
| 2016  | Grammy Award                    | Drapeau des États-Unis | Proposé    | Meilleure prestation vocale pop d'un duo ou groupe | See You Again                             |
| 2016  | Grammy Award                    | Drapeau des États-Unis | Proposé    | Meilleure chanson écrite pour un média visuel      | See You Again                             |
| 2016  | Kids' Choice Awards             | Drapeau des États-Unis | Remporté   | Meilleure collaboration                            |                                           |
| 2016  | Radio Disney Music Awards       | Drapeau des États-Unis | Proposé    | La meilleure surprise musicale de l'année          |                                           |
| 2016  | Radio Disney Music Awards       | Drapeau des États-Unis | Proposé    | La plus belle chanson d'amour                      | One Call Away                             |
| 2016  | iHeartRadio Music Awards        | Drapeau des États-Unis | Proposé    | Meilleure collaboration                            | See You Again                             |
| 2016  | iHeartRadio Music Awards        | Drapeau des États-Unis | Proposé    | Meilleures paroles                                 | See You Again                             |
| 2016  | iHeartRadio Music Awards        | Drapeau des États-Unis | Proposé    | Meilleure chanson pour un film                     | See You Again                             |
| 2016  | Billboard Music Awards          | Drapeau des États-Unis | Proposé    | Top Nouvel Artiste                                 |                                           |
| 2016  | Billboard Music Awards          | Drapeau des États-Unis | Remporté   | Top Hot 100 Song                                   | See You Again                             |
| 2016  | Billboard Music Awards          | Drapeau des États-Unis | Proposé    | Chanson Top Radio                                  | See You Again                             |
| 2016  | Billboard Music Awards          | Drapeau des États-Unis | Proposé    | Chanson Top Streaming (Video)                      | See You Again                             |
| 2016  | Billboard Music Awards          | Drapeau des États-Unis | Remporté   | Chanson Top Rap                                    | See You Again                             |
| 2016  | Billboard Music Awards          | Drapeau des États-Unis | Proposé    | Chanson Top Vente                                  | See You Again                             |
| 2016  | Teen Choice Awards              | Drapeau des États-Unis | Proposé    | Musique: Artiste masculin                          |                                           |
| 2016  | Teen Choice Awards              | Drapeau des États-Unis | Proposé    | Musique: Single - Artiste masculin                 | One Call Away                             |
| 2016  | Teen Choice Awards              | Drapeau des États-Unis | Proposé    | Musique: Chanson de rupture                        | We Don't Talk Anymore (avec Selena Gomez) |
| 2016  | Teen Choice Awards              | Drapeau des États-Unis | Proposé    | Musique: Révélation                                |                                           |
| 2016  | MTV Europe Music Awards         | Drapeau des Pays-Bas   | Proposé    | Meilleur artiste push                              |                                           |
| 2016  | Telehit Awards                  | Drapeau du Mexique     | Proposé    | Meilleur soliste de l'année                        |                                           |
| 2017  | MTV Video Music Award           | Drapeau des États-Unis | Proposé    | Meilleure collaboration                            | We Don't Talk Anymore (avec Selena Gomez) |
| 2017  | BreakTudo Awards                | Drapeau du Brésil      | Proposé    | Meilleur artiste masculin international            | Attention                                 |
| 2017  | Telehit Awards                  | Drapeau du Mexique     | Proposé    | Soliste masculin de l'année                        |                                           |
| 2017  | 19e NRJ Music Awards            | Drapeau de la France   | Proposé    | Artiste masculin international de l'année          |                                           |
| 2017  | 19e NRJ Music Awards            | Drapeau de la France   | Proposé    | Chanson international de l'année                   | Attention                                 |
| 2018  | BreakTudo Awards                | Drapeau du Brésil      | En attente | Tour d'été                                         | Voicenotes Tour (avec Hailee Steinfeld)   |
| 2018  | BreakTudo Awards                | Drapeau du Brésil      | En attente | Meilleur artiste masculin international            |                                           |
| 2018  | BreakTudo Awards                | Drapeau du Brésil      | En attente | Album de l'année                                   | Voicenotes                                |
| 2018  | 20e NRJ Music Awards            | Drapeau de la France   | Proposé    | Artiste masculin international de l'année          |                                           |